# Demosthénès Philaléthès
Pour les articles homonymes, voir Démosthène (homonymie).
Démosthène Philalèthes (en grec ancien Δημοσθένης ὁ Φιλαλήθης) est un médecin grec d'Asie Mineure du Ier siècle avant Jésus-Christ, célèbre pour ses compétences en oculisme. Elève d'Alexandre Philalèthe, contemporain d'Aristoxène et disciple d'Hérophile,, il succède à son maître à la tête de l'école de médecine de Carura en Carie.
Il est l'auteur de l'ouvrage ophtalmologique le plus influent de l'Antiquité sur les maladies de l'œil, qui semble avoir été connu au Moyen Âge mais qui ne nous est pas parvenu en intégralité sinon quelques fragments cités notamment par Aëtius Amidenus, Paul d'Égine, Rufus d'Éphèse. Galien cite également son ouvrage sur le pouls.